# Erik Burman
Hjalmar Erik Wilheim „Jerka, Burre“ Burman (6. prosince 1897 Stockholm – 31. března 1985 Stockholm) byl švédský reprezentační hokejový útočník.
V roce 1920 a 1924 byl členem Švédské hokejové týmu, kde skončil na olympijských hrách stejně čtvrtý. Odehrál pět zápasů a vstřelil čtyři branky.
V roce 1921 na mistrovství Evropy, Burman hrál za Švédsko v jednom zápase proti Československu. Vstřelil tři góly a pomohl vyhrát Švédsku nad Československem 6:4. Získali tím titul mistrů Evropy.